# Frank Mathers
Frank Sydney Mathers (Winnipeg, 29 marzo 1924 – Hershey, 9 febbraio 2005) è stato un hockeista su ghiaccio, allenatore di hockey su ghiaccio e dirigente sportivo canadese che trascorse 35 anni con gli Hershey Bears nelle vesti di giocatore, allenatore e general manager. È membro della Hockey Hall of Fame e della AHL Hall of Fame.

## Carriera

### Esordi
Da giovane Mathers si dedicò sia all'hockey che al football canadese, infatti oltre a conquistare la Memorial Cup nel 1943 egli giocò nella Canadian Football League con le maglie dei Winnipeg Blue Bombers e degli Ottawa Rough Riders. Al termine della seconda guerra mondiale militò per tre stagioni negli Ottawa Senators, formazione semiprofessionistica iscritta in una lega minore canadese, la Québec Senior Hockey League.
Nel 1948 entrò nell'organizzazione dei Toronto Maple Leafs, formazione della National Hockey League con cui disputò solo 23 incontri; fino al 1956 giocò infatti in American Hockey League nel farm team  dei Pittsburgh Hornets. Con gli Hornets Mathers entrò per cinque anni consecutivi nel First All-Star Team, evento mai ripetutosi, vincendo inoltre due Calder Cup nel 1952 e nel 1955.

### Hershey Bears
Dopo aver pensato al ritiro nel 1956 fu convinto dal presidente John Sollenberger a trasferirsi presso gli Hershey Bears con l'incarico di giocatore/allenatore. Alla guida dei Bears Mathers giunse per sei volte in finale vincendo due titoli consecutivi nel biennio 1958-59, mentre dopo il ritiro da giocatore avvenuto nel 1962 conquistò un'altra Calder Cup nel 1969 e il Louis A. R. Pieri Award come miglior allenatore della lega. Una volta ritiratosi da giocatore Mathers deteneva il record AHL di punti segnati da un difensore.
Nel 1973 divenne il nuovo general manager della formazione, assistendo ad altri tre successi nel 1974, 1980 e 1988. Mathers si ritirò definitivamente dai Bears nel 1991 dopo un'esperienza di 35 anni (17 da allenatore, fra cui i primi 6 come allenatore/giocatore, e 18 da general manager e presidente della squadra). Proprio quell'anno i Bears ritirarono la sua maglia numero 3.
Nel 1987 Mathers ricevette il Lester Patrick Trophy per il contributo dato al movimento hockeistico negli Stati Uniti, mentre nel 1992 entrò nella Hockey Hall of Fame. Nel 1994 entrò nel consiglio della AHL come membro a vita e due anni più tardi venne istituito in suo onore il Frank Mathers Trophy destinato alla miglior squadra della Eastern Conference. Mathers morì nel febbraio del 2005 e un anno più tardi fu fra i primi ad entrare nella AHL Hall of Fame.

## Palmarès

### Giocatore

#### Club
- Calder Cup: 4

Pittsburgh: 1951-1952, 1954-1955
Hershey: 1957-1958, 1958-1959
- Memorial Cup: 1

Winnipeg: 1943

#### Individuale
- AHL First All-Star Team: 5

1951-1952, 1952-1953, 1953-1954, 1954-1955, 1955-1956
- AHL Second All-Star Team: 1

1957-1958

### Allenatore

#### Club
- Calder Cup: 1

Hershey: 1968-1969

#### Individuale
- Hockey Hall of Fame: 1

1992
- AHL Hall of Fame: 1

2006
- Louis A. R. Pieri Award: 1

1968-1969